# Limfjord

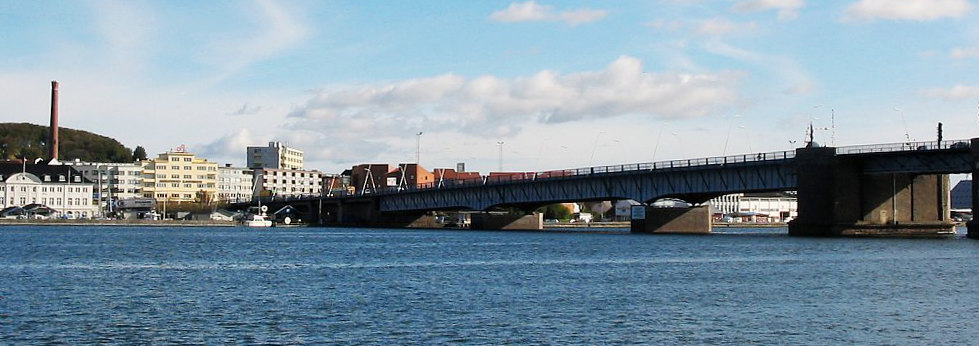
Un puente cruza el Limfjord uniendo Aalborg y Nørresundby

El Limfjord o Limfjorden (el sufijo «-en» es una forma del artículo determinado en el danés, literalmente «fiordo de cal») es un estrecho poco profundo en Dinamarca que separa la isla de Vendsyssel-Thy del resto de la península de Jutlandia. Se extiende desde el canal Thyborøn en el mar del Norte al municipio de Hals en el Kattegat. Tiene aproximadamente 180 kilómetros de largo y de una forma irregular con varias bahías, estrechos e islas, principalmente Mors. Su máxima profundidad se encuentra en Hvalpsund (24 metros). Su principal puerto es Aalborg, donde un ferrocarril y un puente de carretera se construyen sobre el Limfjord a Nørresundby, mientras que la autovía E45 pasa a través de un túnel al este.
El Limfjord es notable por sus sabrosos mejillones (Mytilus edulis). Los gourmets aprecian sus ostras que son consideradas de extraordinario tamaño y calidad.

## Historia
El Limfjord estuvo originalmente conectado con el mar del Norte. Canuto el Grande navegó por él en el año 1027 en su camino de regreso desde Inglaterra. Según Saxo Grammaticus se cerró en algún momento alrededor del año 1200. El 3 de febrero de 1825 una inundación perforó una apertura, el llamado canal Agger, en el norte de un istmo de 13 km de largo y menos de 1 km de ancho, el Agger Tange, que hasta entonces había unido Vendsyssel-Thy con el resto de Jutlandia.  
En 1862, otra inundación perforó otra apertura, el canal Thyborøn, a través del resto de Agger Tange (véase imagen por satélite). El canal Agger fue llenándose continuamente con arena y al final se cerró en 1877.